# Den Dominikanske Republik ved sommer-OL 2020
Den Dominikanske Republik  deltog under Sommer-OL 2020 i Tokyo som bliver afviklet i perioden 23. juli til 8. august 2021.

## Medaljer
| 2020 Tokyo            | Guld | Sølv | Bronze | Total |
| Dominikanske Republik | 0    | 3    | 2      | 5     |

### Medaljevinderne
| Dominikanske Republik under sommer-OL 2020 i Tokyo | Dominikanske Republik under sommer-OL 2020 i Tokyo | Dominikanske Republik under sommer-OL 2020 i Tokyo | Dominikanske Republik under sommer-OL 2020 i Tokyo | Dominikanske Republik under sommer-OL 2020 i Tokyo |
| Medalje                                            | Navn | Sport                                              | Event                                              | Dato                                               |
| -------------------------------------------------- | --- | -------------------------------------------------- | -------------------------------------------------- | -------------------------------------------------- |
| Sølv                                               | Zacarías Bonnat | Vægtløftning                                       | Mændenes 81 kg                                     | 31. juli                                           |
| Sølv                                               | Lidio Andrés Feliz Marileidy Paulino Anabel Medina Luguelín Santos Alexander Ogando | Atletik                                            | Mixed 4 × 400 meter stafetløb                      | 31. juli                                           |
| Sølv                                               | Marileidy Paulino | Atletik                                            | Damernes 400 meter                                 | 6. august                                          |
| Bronze                                             | Crismery Santana | Vægtløftning                                       | Damernes 87 kg                                     | 2. august                                          |
| Bronze                                             | Dominican Republic national baseball team- Darío Álvarez - Gabriel Arias - Jairo Asencio - Luis Felipe Castillo - Jumbo Díaz - Junior García - Jhan Mariñez - Cristopher Mercedes - Denyi Reyes - Ramón Rosso - Ángel Sánchez - Raúl Valdés - Roldani Baldwin - Charlie Valerio - José Bautista - Juan Francisco - Jeison Guzmán - Erick Mejia - Gustavo Núñez - Emilio Bonifácio - Melky Cabrera - Johan Mieses - Yefri Pérez - Julio Rodríguez | Baseball                                           | Mændenes turnering                                 | august 7                                           |